# ジョアンナ・メアリー・ボイス
ジョアンナ・メアリー・ボイス、結婚後はジョアンナ・メアリー・ウェルズ（Joanna Mary Boyce、結婚してJoanna Mary Wells、1831年12月7日 – 1861年7月15日）はイギリスの画家である。ラファエル前派の芸術家たちの中で活動した。

## 略歴
ロンドンのMaida Hillで生まれた。 父親はワイン商人から金融業に移り、成功した人物である。兄に風景画家になったジョージ・プライス・ボイス(1826–1897)がいる。
18歳になる、1850年ころまで独学で絵を学び、その後ロンドンの私立美術学校で学んだ。その頃、兄のジョージ・プライス・ボイスはラファエル前派のメンバーの画家と付き合いを始めていて、ジョアンナと後に結婚することになるヘンリー・タンワース・ウェルズ(Henry Tanworth Wells RA: 1828-1903)ともこの頃に出会っている。1852年に父親とパリを訪れた。1955年にロイヤル・アカデミー・オブ・アーツの展覧会に人物画を出展し、その才能はラファエル前派の理論家のジョン・ラスキンに賞賛された。同じ年に再び、パリに渡り、歴史画家、トマ・クチュールの女性向けの絵画教室で学んだ。1857年から1858年はローマに滞在した。1855年にヘンリー・タンワース・ウェルズから結婚のプロポーズを受けていたが、結婚したのは1857年のローマ滞在中である。
結婚後も作品を描き続けたが、1861年に3人目の子供の出産後に29歳で亡くなった。

## 作品

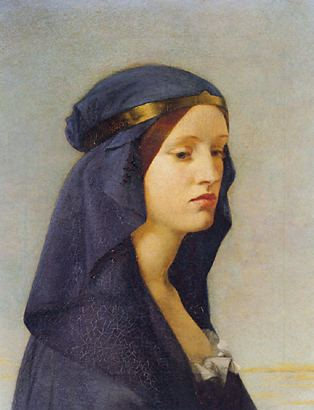
「エルギヴァ（10世紀イングランド王エドウィの王妃）」、 (1855)、個人蔵
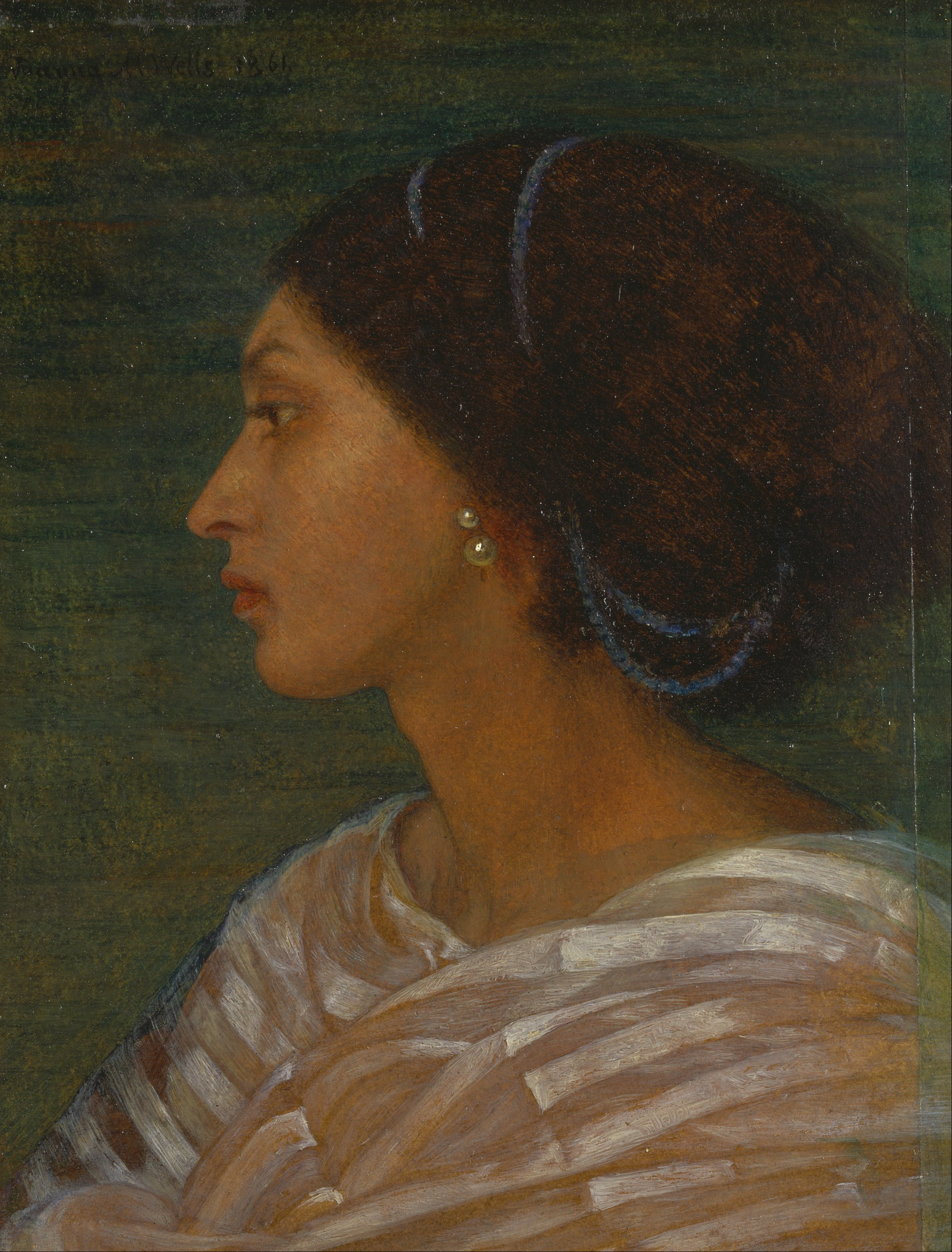
"Head of a Mulatto Woman (Mrs. Eaton)"-モデルはファニー・イートンとされる。
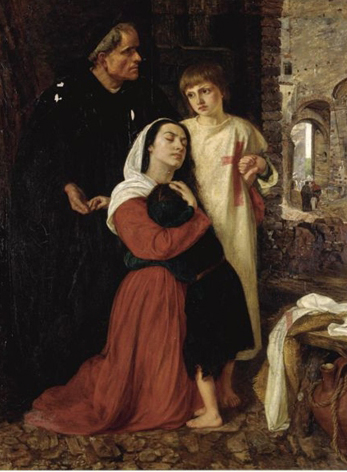
「旅立ち（13世紀の少年十字軍）」
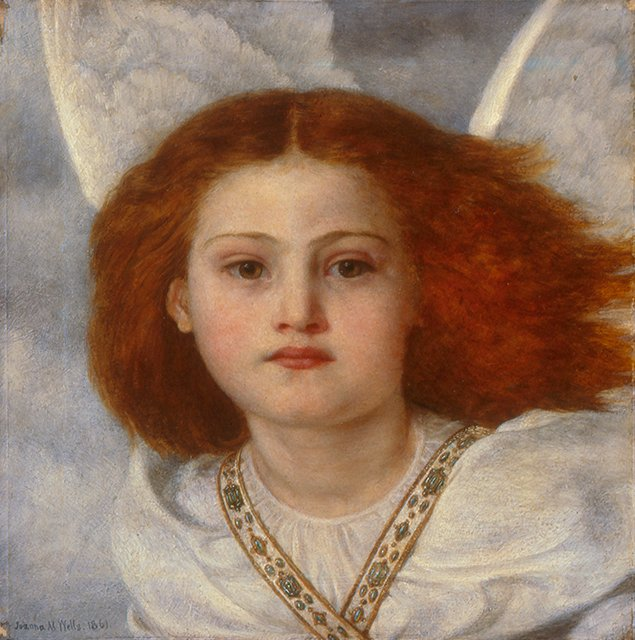
"Bird of God" (1861)